# Radinoderus ornatissimus
Radinoderus ornatissimus är en tvåvingeart som först beskrevs av Carl Ludwig Doleschall 1859.  Radinoderus ornatissimus ingår i släktet Radinoderus och familjen Tanyderidae. Inga underarter finns listade i Catalogue of Life.